# 佐竹俊郎
佐竹 俊郎（さたけ としろう、1947年〈昭和22年〉11月22日 - 2003年〈平成15年〉5月28日）はシンガーソングライター、実業家。
1960年代半ばからの関西フォーク創成期、カレッジ・フォークのリーダーとして活動し、1975年にアリスがカバーしたヒット曲『今はもうだれも』の作詞・作曲者として知られる。
京都市に本社がある歯科材料の製造販売の企業「ニッシン」の経営者でもあり、ネイル分野への参入に先鞭をつけた。

## 経歴
京都府出身。1965年、立命館大学経済学部在学中、山本逸士、杉田二郎、土井月子とともに「ピーター・ポール&マリー」のコピーバンド「モダンルーツ・シンガーズ」を結成。後に山本が抜けたため、それまでのペースからボーカルとギターに変わる。同年、バンドの一員として、同志社大学の藤原洪太、はしだのりひこらが結成したフォーク団体「アソシエイティッド・フォークロリスト（AFL）」主催のコンサートや同志社大学軽音楽部主催のコンサートに参加する。
1966年、様々なコンサートに触発され、音楽サークル「ダイム・コンサート」を設立。同年12月、京都府立勤労会館（現・ハートピア京都）コンサートで開催。その後、1988年まで続いた。
1969年9月、自ら作詞・作曲した『今はもうだれも』（B面「おそくはないさ」）で星野彬、岡山勇吉とともに、「ウッディ・ウー」として、日本コロムビアからシングル盤をリリース、プロデビューを果たす。オリコン66位となる。1970年代に入り東芝音工へ移籍。
1975年9月、アリスが『今はもうだれも』をシングルリリース。アリスとしては初めてのヒット曲となる。
1980年代末にアメリカで歯科材料がネイルに使われていると言うことを知り、経営する会社でネイル材料の製造にも取り組むようになる。
2003年5月28日死去。55歳没。同年6月30日社葬に続き、11月23日、京都市内のホールで追悼ダイムコンサート開催。以後、関係者が遺志を継ぎ、コンサートを毎年継続。